# Diaphus
Diaphus è un genere di pesci ossei abissali appartenenti alla famiglia Myctophidae.

## Etimologia
Il nome scientifico del genere deriva dalla coniugazione delle parole greche dia, attraverso + physa, generare (una prole).

## Distribuzione e habitat
Le specie del genere Diaphus sono diffuse in tutti i mari e gli oceani del pianeta: pesci generalmente batipelagici, vivono a profondità da alte a medie. Nel mar Mediterraneo sono presenti due specie: D. metopoclampus e D. rafinesquii.

## Descrizione

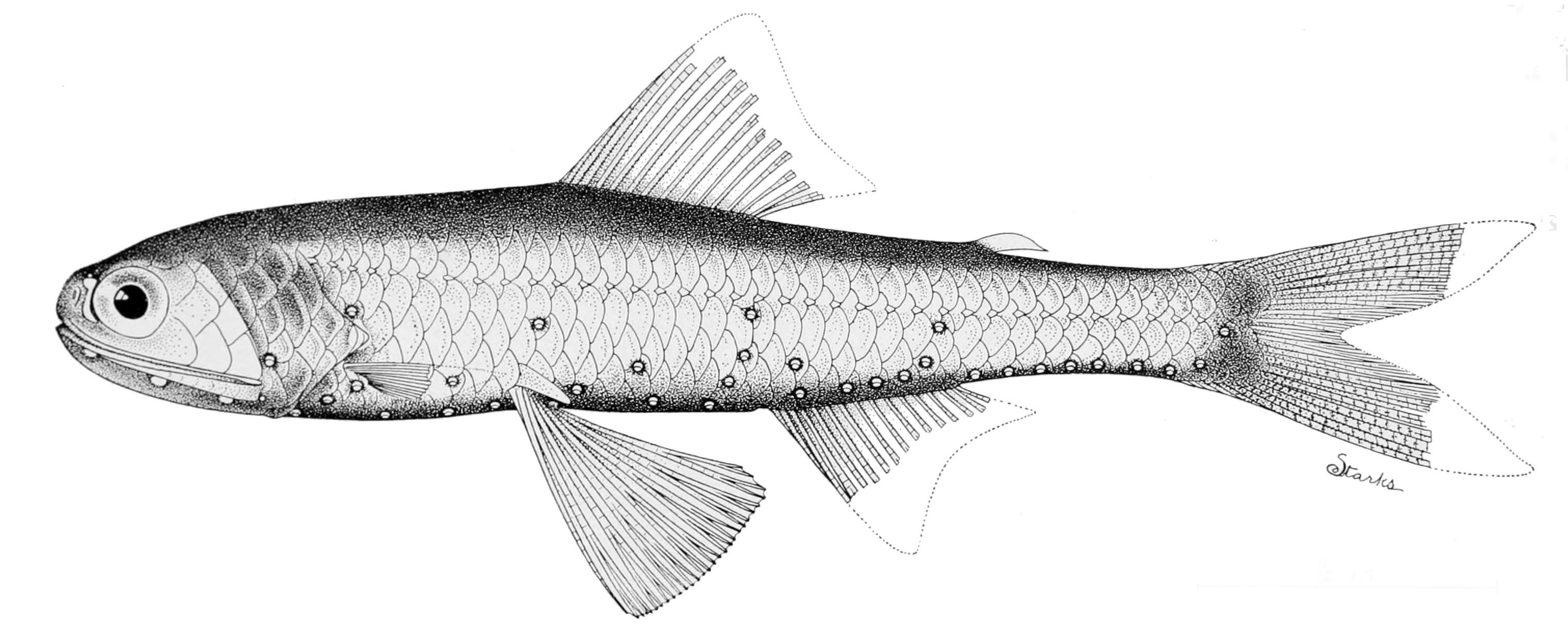
Diaphus signatus: i fotofori sono ben visibili (piccoli punti scuri tra ventre e fianchi

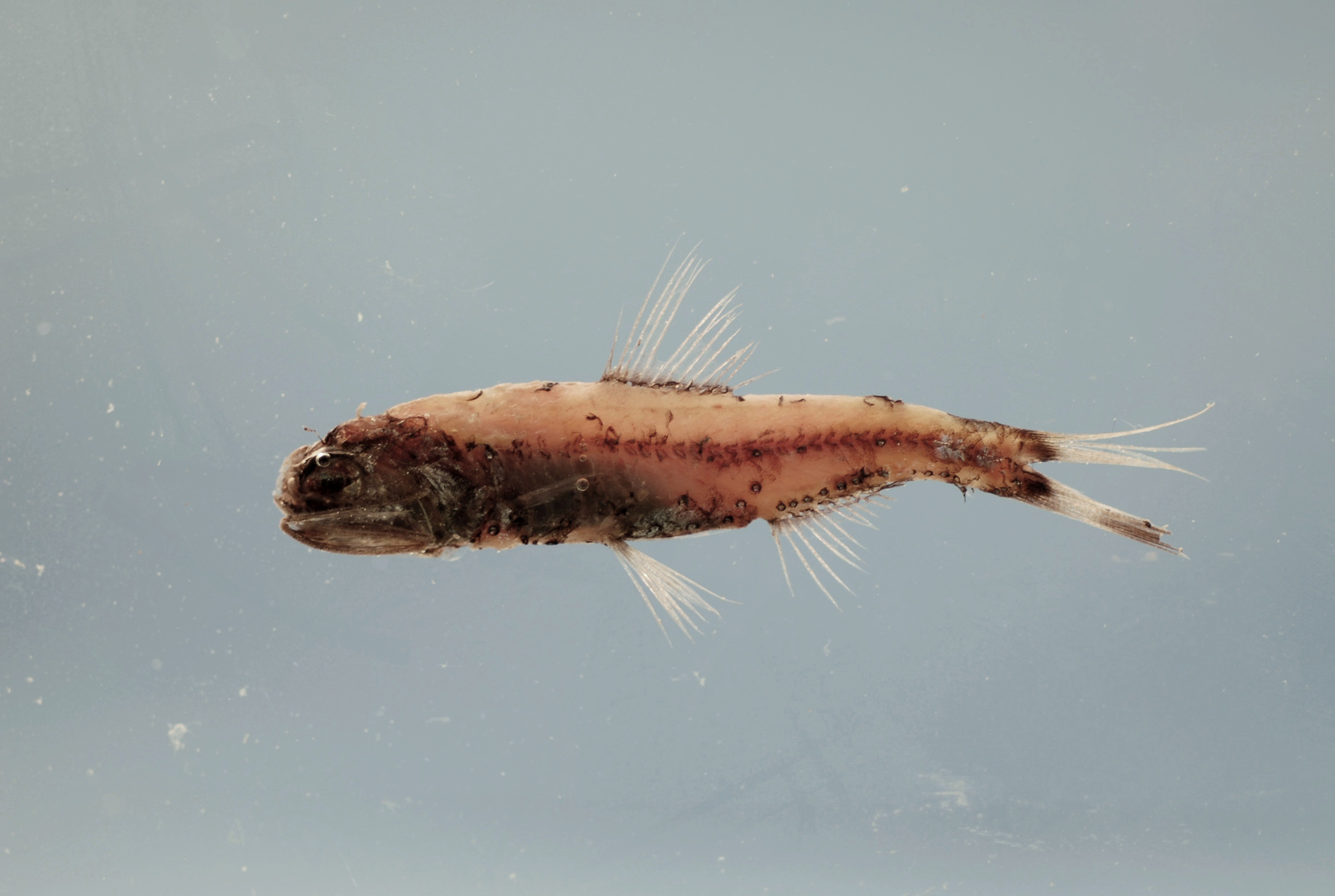
Diaphus adenomus

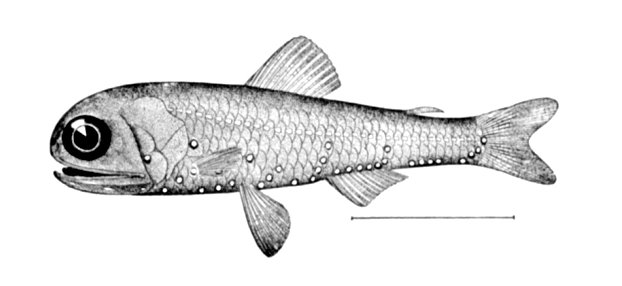
Diaphus rafinesquii

Sono pesci di piccole dimensioni, con testa arrotondata, bocca e occhi grandi, corpo compresso ai fianchi e pinne trapezoidali (in alcune specie i vertici delle pinne sono arrotondati).

Le dimensioni variano dai 3 cm di Diaphus anderseni ai 18 cm di Diaphus adenomus.

### Bioluminescenza
Come gli altri pesci lanterna, queste specie emettono luce tramite organi chiamati fotofori (bioluminescenza) posizionati lungo il ventre e i fianchi. Alcune specie possiedono grandi fotofori anche sulla testa o sulla coda. L'ottenimento della luce è dovuto all'ossidazione del substrato luciferina da parte di ossigeno molecolare, catalizzata dall'enzima luciferasi.

## Specie
Il genere conta 78 specie:
- Diaphus adenomus
- Diaphus aliciae
- Diaphus anderseni
- Diaphus antonbruuni
- Diaphus arabicus
- Diaphus basileusi
- Diaphus bertelseni
- Diaphus brachycephalus
- Diaphus burtoni
- Diaphus chrysorhynchus
- Diaphus coeruleus
- Diaphus confusus
- Diaphus dahlgreni
- Diaphus danae
- Diaphus dehaveni
- Diaphus diadematus
- Diaphus diademophilus
- Diaphus drachmanni
- Diaphus dumerilii
- Diaphus effulgens
- Diaphus ehrhorni
- Diaphus faustinoi
- Diaphus fragilis
- Diaphus fulgens
- Diaphus garmani
- Diaphus gigas
- Diaphus handi
- Diaphus holti
- Diaphus hudsoni
- Diaphus impostor
- Diaphus jenseni
- Diaphus kapalae
- Diaphus knappi
- Diaphus kora
- Diaphus kuroshio
- Diaphus lobatus
- Diaphus longleyi
- Diaphus lucidus
- Diaphus lucifrons
- Diaphus luetkeni
- Diaphus malayanus
- Diaphus mascarensis
- Diaphus meadi
- Diaphus megalops
- Diaphus metopoclampus
- Diaphus minax
- Diaphus mollis
- Diaphus nielseni
- Diaphus ostenfeldi
- Diaphus pacificus
- Diaphus pallidus
- Diaphus parini
- Diaphus parri
- Diaphus perspicillatus
- Diaphus phillipsi
- Diaphus problematicus
- Diaphus rafinesquii
- Diaphus regani
- Diaphus richardsoni
- Diaphus rivatoni
- Diaphus roei
- Diaphus sagamiensis
- Diaphus schmidti
- Diaphus signatus
- Diaphus similis
- Diaphus splendidus
- Diaphus suborbitalis
- Diaphus subtilis
- Diaphus taaningi
- Diaphus termophilus
- Diaphus theta
- Diaphus thiollierei
- Diaphus trachops
- Diaphus umbroculus
- Diaphus vanhoeffeni
- Diaphus watasei
- Diaphus whitleyi
- Diaphus wisneri